# Emmanuelle Tahane
Emmanuelle Tahane est une joueuse française de basket-ball, née le 13 mai 1999 à Bondy (Île-de-France).

## Biographie

### Carrière française
Emmanuelle Tahane est la fille de Samuel et Thérèse Tahane et la sœur de Doriane Tahane, elle aussi joueuse de basket-ball. Petite fille de Raymond Tarcy (ancien sénateur de la Guyane Française).Emmanuelle débute le basket-ball très jeune en parallèle de ses études scientifiques au lycée Marcelin-Berthelot à Saint-Maur-des-Fossés.
Emmanuelle Tahane a été formée à Marne-la-Vallée. Elle remporte le titre de championne de France des Comités avec l'équipe U13 de la Seine-et-Marne en 2012. Sa carrière de basketteuse débute alors, elle intègre l'INSEP en 2014 et y reste pendant 3 ans jusqu'en 2017. En 2015, elle participe pour la première fois au championnat d’Europe de basket-ball catégorie U16 (cadettes) au Portugal, la qualification en quart de finale contre la Lettonie (52-51) s'avère compliquée mais Emmanuelle Tahane fait la différence (8 points, 7 rebonds, 3 passes et 3 interceptions). À la suite de cela, les bleuettes essuient une défaite contre le Portugal, elles s’arrêtent là avec la 6e place du championnat. Elle se qualifie avec son équipe en 2016 pour le championnat du monde FIBA U17, comptant une moyenne de 11,3 points par match et un record personnel de 17 points contre la République tchèque. Elles obtiennent alors une place pour le championnat d'Europe féminin de basket-ball des moins de 18 ans, elles remportent la première place du tournoi à laquelle Emmanuelle Tahane contribue. En 2018, elle fait partie de l’équipe de France U20, elles obtiennent la 6e place en s'inclinant contre l'Italie. Elle fait alors partie des cinq joueuses de cette sélection en formation aux États-Unis. L’équipe de France a perdu 2 matchs sur 9 et attend de pouvoir continuer la compétition en République tchèque.
Durant toute sa carrière en équipe de France, elle porte le maillot numéro 13, hormis en U18 où elle revêt le numéro 22.

### Carrière aux États-Unis
L'année suivante, elle quitte l'équipe du centre de formation fédéral et l'INSEP pour faire carrière aux États-Unis. Elle entre alors dans l’équipe des Tigers du Missouri qu'elle choisit parmi plusieurs propositions comme les Wildcats de l'Arizona, le Wisconsin ou les Buckeyes d'Ohio State. Elle reste 2 ans dans cette équipe, de 2017 à 2019, avec le maillot 34. En 2017-2018, Tahane joue 26 matchs avec des moyennes de 5,6 minutes par match, 1,2 point et 0,9 rebond. Elle réalise le sommet de cette saison contre les Razorbacks de l'Arkansas et le Southern Illinois University Edwardsville (en) avec 2 rebonds et 5 points marqués, en termes de temps de jeu elle joue 16 minutes contre les Tigers d'Auburn. L'année 2018-2019 est meilleure pour elle avec 35 matchs joués, des moyennes de 13,4 minutes de jeu, 3,3 points et 2,7 rebonds par match. Elle marque 13 points contre Saint Louis et Arkansas, prend 8 rebonds contre Vanderbilt. Elle prend 7 rebonds dans la victoire NCAA de Mizzou (surnom des équipes universitaires de l'université du Missouri) contre Drake. Elle fait une seconde apparition dans le tournoi NCAA en 2019 lors du deuxième tour.
Après ces deux années à l'université de l'université du Missouri à Columbia, elle rejoint en 2019-2020 l'équipe des Rams de l'université du Rhode Island et où elle prend le maillot 31 et a le statut de redshirt en 2019-2020. Elle termine son cursus en 2022 par deux bonnes saisons, (14,8 points et 10,2 rebonds en 37 minutes de moyenne en 2020-2021 puis 13,7 points et 8,9 rebonds en 33 minutes lors de sa dernière saison).

## Palmarès
- 2012 :  Médaille d'or au championnat de France des comités
- 2016 :  Médaille d'or au championnat d'Europe moins de 18 ans